# Amsterdam Rainbow Dress

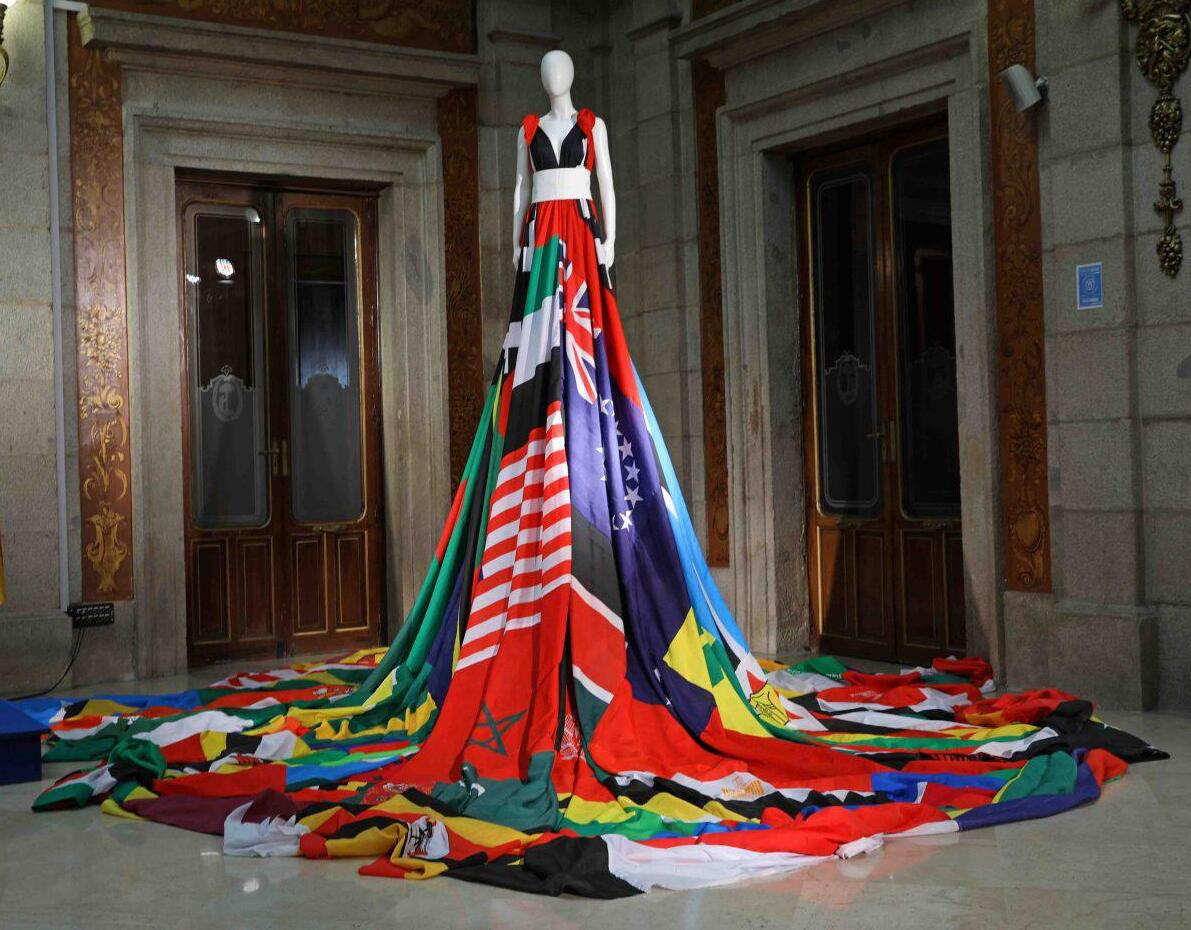
El vestido en la Casa de la Villa durante el Orgullo de Madrid de 2018.

El Amsterdam Rainbow Dress es un vestido confeccionado con 71 banderas de naciones donde la homosexualidad es ilegal, en honor a las personas LGBT que son perseguidas. El vestido tiene unos 15 metros de diámetro y ha sido utilizado por Icesis Couture, Lola Rodríguez, Valentijn de Hingh, Yaya Mavundla, Florencia de la V y Vice Ganda, entre otros.
A medida que algunos países han ido despenalizando la homosexualidad, sus banderas han sido sustituidas por la bandera LGBT, con el objetivo de que algún día el vestido esté compuesto solo por estas banderas. Estos países han sido Singapur, Angola, Antigua y Barbuda, Botsuana, Belice, San Cristóbal y  Nieves, Bután, India y Trinidad y Tobago.

## Exhibición del vestido
El vestido fue donado en agosto de 2017 al Museo de Ámsterdam, aunque ha sido expuesto en diferentes ciudades de alrededor del mundo:
| Fecha                 | Ciudad           | Motivo                                                            | Ref.          |
| --------------------- | ---------------- | ----------------------------------------------------------------- | ------------- |
| 20/09/2016-25/09/2016 | Róterdam         | Rotterdam Pride                                                   | [ 7 ]         |
| 26/09/2016            | Nueva York       | Evento cultural                                                   | [ 8 ]         |
| 17/05/2017            | La Haya          | Día Internacional contra la Homofobia, la Transfobia y la Bifobia | [ 9 ]         |
| 22/05/2017            | San Francisco    | Evento cultural                                                   | [ 10 ]        |
| 11/10/2017            | La Haya          | Día para salir del armario                                        | [ 11 ]        |
| 1/01/2018             | Ámsterdam        | Evento cultural                                                   | [ 12 ]        |
| 14/05/2018-17/05/2018 | Bruselas         | Día Internacional contra la Homofobia, la Transfobia y la Bifobia | [ 13 ]        |
| 18/05/2018            | Ámsterdam        | Conferencia de la Workplace Pride Foundation                      | [ 14 ]        |
| 7/06/2018-11/06/2018  | Atenas           | Orgullo de Atenas                                                 | [ 15 ]        |
| 21/06/2018-26/06/2018 | San Francisco    | Marcha del orgullo LGBT de San Francisco                          | [ 16 ]        |
| 4/07/2018-8/07/2018   | Madrid           | Orgullo de Madrid                                                 | [ 17 ]        |
| 12/07/2018-16/07/2018 | Seúl             | Queer Culture Festival                                            | [ 18 ]        |
| 20/07/2018            | Ámsterdam        | Orgullo de Ámsterdam                                              | [ 19 ]        |
| 2/08/2018             | Estocolmo        | Europride 2018                                                    | [ 20 ]        |
| 8/12/2018-15/12/2018  | Johannesburgo    | Día de los Derechos Humanos                                       | [ 21 ]        |
| 8/12/2018-15/12/2018  | Pretoria         | Día de los Derechos Humanos                                       | [ 21 ]        |
| 8/12/2018-15/12/2018  | Ciudad del Cabo  | Día de los Derechos Humanos                                       | [ 21 ]        |
| 8/08/2019-11/08/2019  | Amberes          | Antwerp Pride                                                     | [ 22 ]        |
| 24/06/2019-30/06/2019 | Nueva York       | WorldPride 2019                                                   | [ 23 ]        |
| 29/07/2020            | Berlín           | Evento cultural                                                   | [ 24 ]        |
| 26/06/2021            | Luxemburgo       | Evento cultural                                                   | [ 25 ]        |
| 12/08/2021-21/08/2021 | Copenhague       | World Pride 2021                                                  | [ 26 ]        |
| 12/08/2021-21/08/2021 | Malmö            | World Pride 2021                                                  | [ 26 ]        |
| 18/09/2022            | Upsala           | Uppsala Pride                                                     | [ 27 ]        |
| 5/12/2021-11/12/2021  | Gatineau         | Día Internacional de los Derechos Humanos                         | [ 28 ]        |
| 5/12/2021-11/12/2021  | Ottawa           | Día Internacional de los Derechos Humanos                         | [ 28 ]        |
| 5/12/2021-11/12/2021  | Toronto          | Día Internacional de los Derechos Humanos                         | [ 28 ]        |
| 14/5/2022-23/5/2022   | Maputo           | Día Internacional contra la Homofobia, la Transfobia y la Bifobia | [ 29 ]        |
| 14/5/2022-23/5/2022   | Beira            | Día Internacional contra la Homofobia, la Transfobia y la Bifobia | [ 29 ]        |
| 14/5/2022-23/5/2022   | Nampula          | Día Internacional contra la Homofobia, la Transfobia y la Bifobia | [ 29 ]        |
| 4/6/2022              | Esch-sur-Alzette | Luxembourg Pride y Capital Europea de la Cultura                  | [ 30 ]        |
| 20/6/2022             | Róterdam         | Rotterdam Pride                                                   | [ 31 ]        |
| 24/6/2022-25/6/2022   | Varsovia         | Orgullo de Varsovia-Kiev                                          | [ 32 ] [ 33 ] |
| 7/9/2022-10/9/2022    | Buenos Aires     | Conferencia Mundial de la Coalición por la Igualdad de Derechos   | [ 34 ] [ 35 ] |
| 20/9/2022             | Sídney           | Evento cultural                                                   | [ 36 ]        |
| 24/10/2022-29/10/2022 | Taipei           | Orgullo de Taiwán                                                 | [ 37 ]        |
| 23/2/2023-3/3/2022    | Sídney           | Orgullo de Sídney                                                 | [ 38 ]        |
| 6/4/2023              | Varsovia         | Evento cultural                                                   | [ 39 ]        |
| 15/5/2023             | Washington D. C. | Evento cultural                                                   | [ 40 ]        |
| 1/6/2023              | Nueva York       | Evento cultural                                                   | [ 41 ]        |
| 8/6/2023              | Ámsterdam        | Evento cultural                                                   | [ 42 ]        |
| 20/6/2023             | Sunderland       | Evento cultural                                                   | [ 43 ]        |
| 23/6/2023             | Dublín           | Evento cultural                                                   | [ 44 ]        |
| 3/8/2023              | Vancouver        | Evento cultural                                                   | [ 45 ]        |
| 17/8/2023             | Budapest         | Evento cultural                                                   | [ 46 ]        |
| 13/8/2023-17/8/2023   | La Valeta        | Europride                                                         | [ 47 ]        |
| 5/12/2023             | Génova           | Evento cultural                                                   | [ 48 ]        |
| 5/3/2024-10/3/2024    | Assen            | Evento cultural                                                   | [ 49 ]        |
| 29/4/2024             | Budapest         | Evento cultural                                                   | [ 50 ]        |
| 13/5/2024             | París            | Evento cultural                                                   | [ 51 ]        |
| 17/5/2024             | Estrasburgo      | Día Internacional contra la Homofobia, la Transfobia y la Bifobia | [ 52 ]        |
| 22/6/2024             | Ciudad Quezon    | Pride PH Festival                                                 | [ 53 ]        |
| 26/6/2024-27/6/2024   | Debrecen         | Evento cultural                                                   | [ 54 ]        |